# فيل ويلسون (لاعب كرلنغ)
فيل ويلسون (بالإنجليزية: Phil Wilson)‏ هو لاعب كرلنغ بريطاني، ولد في 14 سبتمبر 1965.

## وصلات خارجية
- فيل ويلسون على موقع الاتحاد الدولي للكرلنغ (الإنجليزية)
- فيل ويلسون على موقع اللجنة الأولمبية الدولية (الإنجليزية)
- فيل ويلسون على موقع أوليمبيديا (الإنجليزية)
- فيل ويلسون على موقع اللجنة الأولمبية البريطانية (الإنجليزية)